# 十三甲伯公廟
24°48′27″N 121°02′32″E / 24.807597°N 121.042103°E
十三甲伯公廟，又稱水尾伯公廟，是位於臺灣新竹縣竹北市隘口里高鐵新竹站停車場的土地祠，坐落於一棵老榕樹下，在興建高鐵特區時，廟與樹身皆獲得原地保存。

## 歷史沿革

### 早期歷史
閩南人在開拓原屬於原住民的隘口後，客家人來此作佃農。其中該地的十三甲伯公廟是坐落於一棵百多年的老榕樹下，因位在陳、劉、何三姓人家從山崎何秀才承租面積達十三甲的農田，故有此廟名，又稱「水尾伯公廟」。耆老陳昌海表示在1949年以前，廟僅以立石頭作土地神，後由劉阿奔、陳添彬改造成小祠。昔日此區域的隘口里為狹窄的農路，沒街道名稱，當地農民會以樹與廟作為指引訪客的地標。1983年，依照人瑞陳春皇遺囑，眾人捐地重建。

### 原地保留
1990年代末規畫竹北高鐵特區，當地隘口里有三分之二住戶成為被徵收戶，陸續遷至它地居住。1998年6月4日，高鐵局官員配合省、縣政府相關官員勘察忠孝堂古蹟、三個大伯公廟和番子寮水汴頭時，說他們已詳細了解地方人文史蹟和伯公廟的位置和背景，列冊有十九處，共有八處必須指定遷移、一處遷與不遷仍可能有變，其中十三甲伯公廟、隘口伯公廣福宮、麻園伯公福龍宮、番子寮伯公福昌宮、吳屋伯公、張屋伯公原地保留。十三甲伯公的樹也在高鐵特區通盤檢討計畫案中被列為「原地保存」，廟身夾在高鐵車站、生醫園區中的專二區位，地號名為「世興段2地號」。

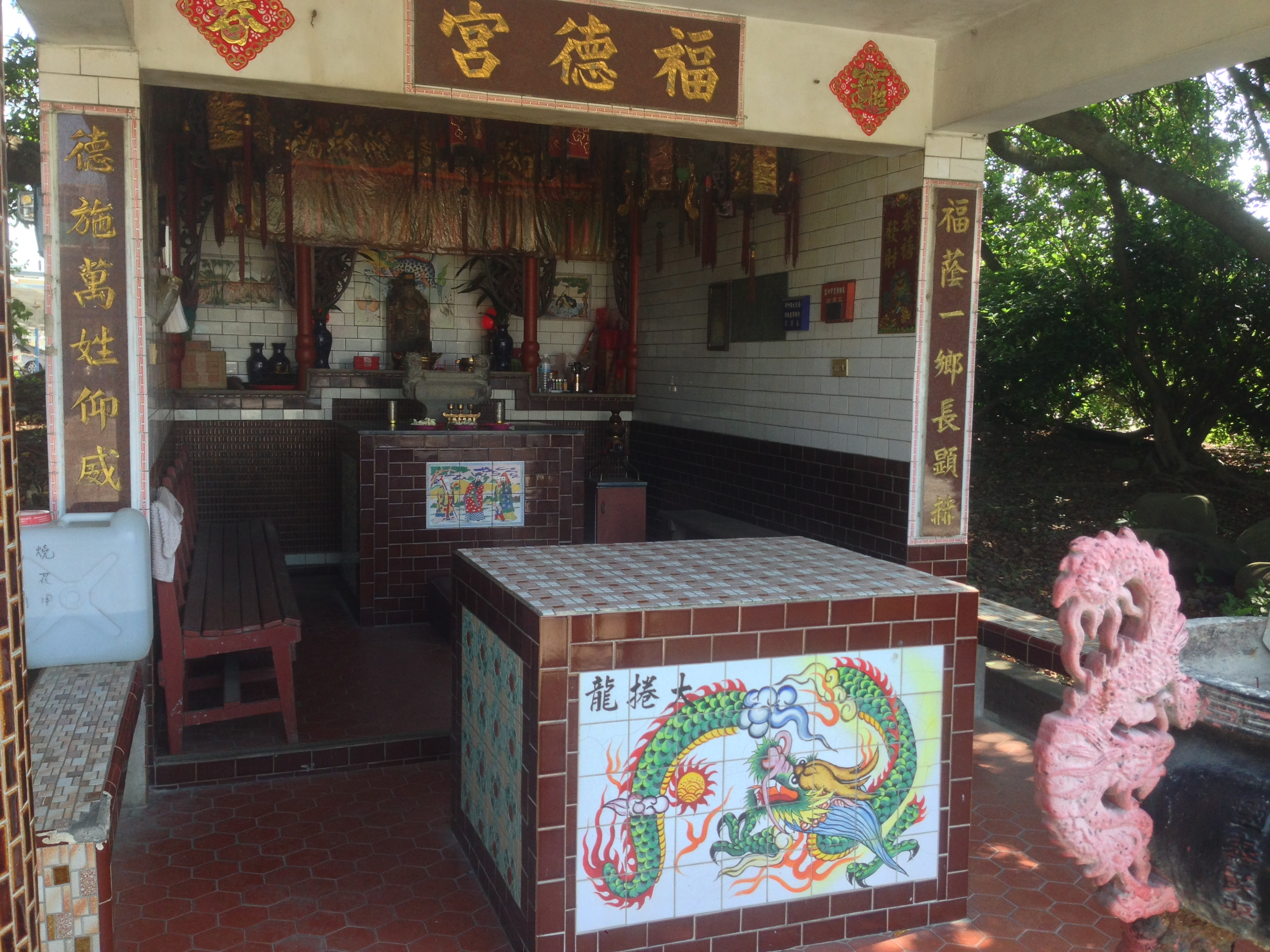
十三甲伯公廟近照2

後因高鐵新竹站周邊違停，十三甲伯公廟所在位置被規劃成平面停車場，由新竹縣政府在2015年變更高鐵特區第三次通盤檢討計畫，對十三甲伯公廟處理改為「因應土地整體利用，應於專二開發時由高鐵主管機關及開發單位選適當區位予以遷移」，引起樹黨竹北市民代表許育綸憂心遷移後會造成老樹死亡。台灣護樹團體聯盟披露訊息後，獲得新竹縣議員、立委參選人林為洲支持，促成縣府「原地保留」決議。都委會第一次專案小組後，維持「予以原地保留」。雖廟的週圍被變更成停車場，但高鐵局規定應保留租賃標內的廟身及樹木的完整，且須維持進出暢通。同年底標租，委託五都停車公司承作平面停車場。
建立停車場後，當地居民抱怨祭拜時需付費開車進入停車場，否則就要從高鐵七路繞一大段路。竹北市民代表林燕聰認為，許多信眾雖已搬離家鄉，仍感念伯公的庇佑，經常攜家帶眷回此廟祭拜，卻被柵欄區隔在外。經縣府邀集業者、民代與居民代表協調，業者提供參拜信眾前三十分鐘停車免費，超過三十分鐘則依正常標準計費。